# Saunders-Roe SR.A/1
Die Saunders-Roe SR.A/1 war ein experimentelles, ursprünglich als Jagdflugzeug vorgesehenes Flugboot der Royal Air Force.

## Geschichte

### Vorgeschichte
Schon während des Zweiten Weltkriegs propagierte Saunders-Roe (Saro) die Entwicklung von Jagd-Wasserflugzeugen beispielsweise für den Einsatz von kleinen Inseln aus. Bereits 1943 gab das Marine Aircraft Experimental Establishment (MAEE) daraufhin die Schrift H/Res/166 heraus, in der die Entwicklung eines strahlgetriebenen Wasserflugzeuges, das die Leistungen eines Landflugzeuges erreichen sollte, angeregt wurde. Der Bericht enthielt bereits die aerodynamischen und hydrodynamischen Vorgaben für die Konstruktion eines Jagd-Wasserflugzeuges mit vier Kanonen und Strahlantrieb. Die Flugdauer sollte den in der damaligen Ausschreibung N.2/42 gestellten Anforderungen für einen kolbenmotorgetriebenen Marinejäger entsprechen. Als Antrieb sollte das Strahltriebwerk Halford H1 dienen, das einen Schub von 12 kN erreichte. Die sonstige konstruktive Auslegung als schwanzloses Flugzeug mit Pfeilflügeln konnte als radikale Abkehr von den Standards der damaligen konventionellen Jagdflugzeuge angesehen werden.
Das MAEE gab seinen Vorschlag an das Ministry of Aircraft Production (MAP) weiter, das seinerseits das Royal Aircraft Establishment (RAE) zur Beurteilung der praktischen Umsetzbarkeit hinzuzog. Im Juli 1943 gab das RAE grünes Licht für ein Versuchsmodell, das in einem Wassertank getestet werden sollte. Diese Pläne wurden jedoch schon eine Woche später ad acta gelegt, nachdem Saro seine eigenen Vorstellungen für ein neues Strahl-Wasserflugzeug an das MAP übermittelt hatte. Dieses war mit einem normalen Leitwerk zwar etwas konventioneller ausgelegt, sah aber ebenfalls ein oder zwei Halford-H1-Triebwerke als Antrieb und gepfeilte Tragflächen vor.
Das MAP äußerte sich im November 1943 jetzt durchaus kritisch zu den Leistungsmöglichkeiten eines wassergestützten Jagdflugzeugs, das nach seiner Meinung nie die Leistungen eines landgestützten Musters werde erreichen können. Ein Einsatz wäre demnach nur dann gerechtfertigt, wenn es von einer Basis aus eingesetzt würde, die nicht von landgestützten Jagdflugzeugen geschützt werden könnte. Auch erwies sich das vorgesehene H1-Triebwerk wegen des Radialverdichters als zu groß, sodass Saro auf das schlankere, aber schwerere Axialtriebwerk Metropolitan-Vickers (MV) F2 umplanen musste. Man erkannte auch, dass sich durch das höhere Gewicht und die zu erwartende geringere Treibstoffkapazität und Reichweite ein Einsatz in offenen Meeresbereichen verbieten würde. Saro warb deshalb für den Einsatz von Flüssen und Seen aus, was, bedingt durch den dann notwendig werdenden stärkeren Rumpf, das Gewicht wiederum erhöhen würde.

### SR.A/1
Am 11. Mai 1944 beauftragte das MAP Saro mit dem Bau von drei Prototypen der Entwurfsvariante P/113 des nun als Saro SR.44 bezeichneten Projekts. Nachträglich wurden hierzu im Juni 1944 die technischen Anforderungen E.6/44 herausgegeben. Wie der Kennbuchstabe E für Experimental zeigt, sollte die Entwicklung nur Versuchszwecken dienen, ein wirklicher Fronteinsatz war nicht vorgesehen. 1945 war die Stornierung eines der drei Exemplare im Gespräch. Um das Entwicklerteam zusammen zu halten, wurde dies jedoch nicht umgesetzt.
Im Jahr 1946 benannte Saro die SR.44 nach dem SBAC-System in SR.A/1 um. Bei einem abschließenden Entwicklertreffen am 23. April 1947 wurde festgehalten, dass von Seiten der Militärs kein Bedarf für die A/1 vorhanden war und keine weiteren Mittel bereitgestellt werden würden. Trotz dieses Hintergrundes fand am 16. Juli 1947 der Erstflug des ersten Prototyps TG263 mit Geoffrey Tyson am Steuer statt. Nach Einführung kleinerer Verbesserungen hatte die A/1 ihr öffentliches Debüt auf der SBAC Airshow in Radlett (Hertfordshire). Die zugesicherte Finanzierung begrenzte die Erprobung auf 15 Flugstunden, wobei hauptsächlich das Verhalten im Wasser und die Triebwerke getestet wurden.
Das zweite Exemplar TG267 führte seinen Erstflug am 30. April 1948 durch. Das Ministry of Supply finanzierte hier nur noch fünf Flugstunden für eine Erprobung. Für die dritte Maschine (TG271), die am 17. August 1948 zum ersten Mal flog, standen überhaupt keine Mittel für eine Flugerprobung mehr zur Verfügung. Saro lieh die TG271 mit einem Dreijahresvertrag und sollte pro Flugstunde 50 engl. Pfund zahlen.

## Verbleib

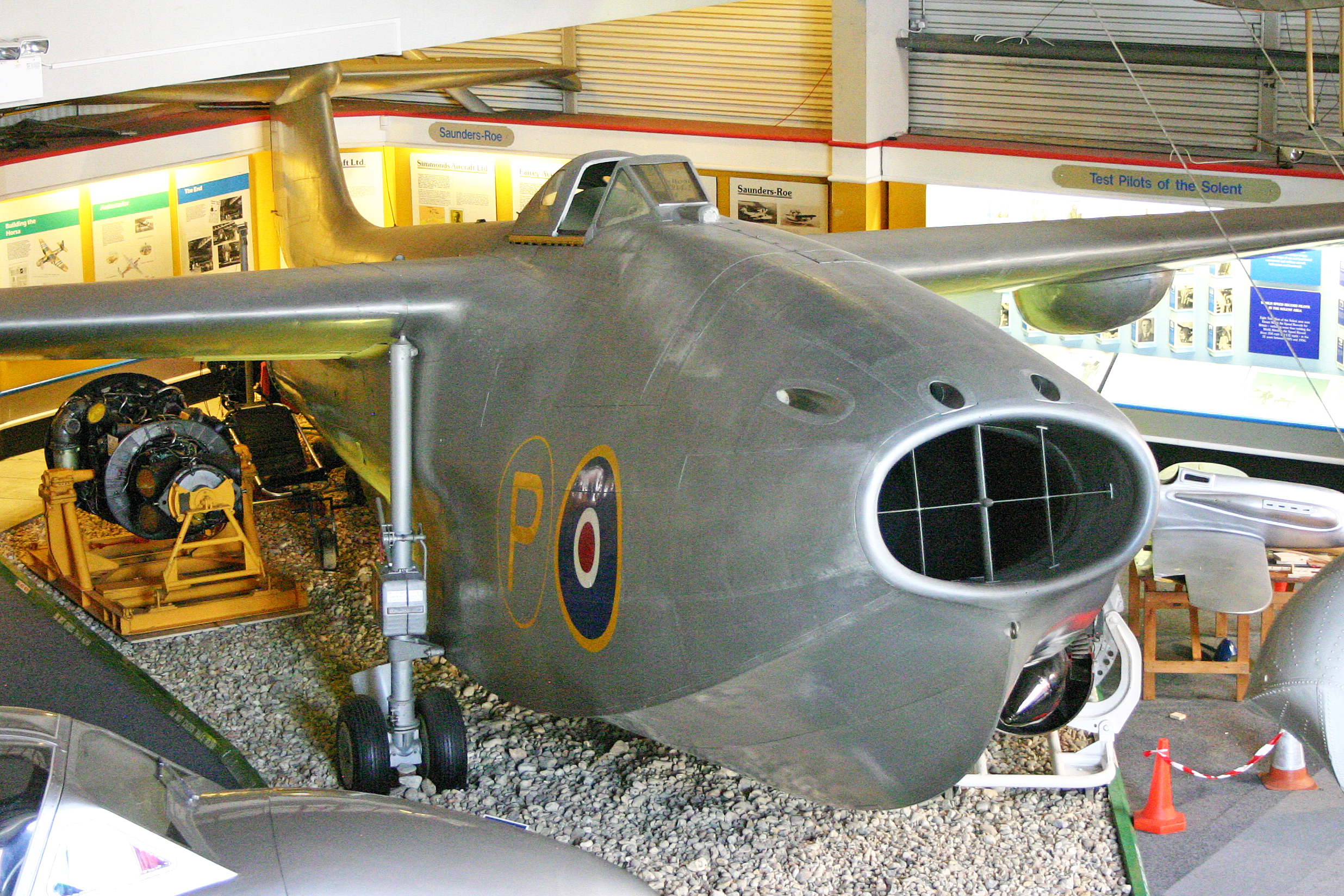
TG263 in Solent Sky, Southampton

- TG263: Im Oktober 1949 war dies das letzte verbliebene Exemplar, das danach eingelagert wurde. Während des Koreakriegs nahm man jedoch die Flugerprobung wieder auf, wobei die Maschine die Registrierung G-12-1 trug. Im Jahr 1951 wurde sie als Lehrobjekt dem College of Aeronautics in Cranfield übergeben. Danach ging sie zum Skyfame Museum in Staverton, zum Imperial War Museum in Duxford, um schließlich als Leihgabe an die Southampton Hall of Aviation zu gelangen. Dort ist die TG263 ausgestellt.[1]
- TG267: Bei Proben für die Battle of Britain Schauflüge vor der Küste von Felixstowe stürzte das Flugzeug im September 1949 ins Meer und versank.
- TG271: Am 12. August 1949 sank die Maschine in der Nähe der Insel Wight nach einer Landung, bei der der Bootsrumpf beschädigt wurde.

## Konstruktion
Durch die Verwendung von hochliegenden Düsentriebwerken konnte der Rumpf des Flugzeuges als Flugboot ausgelegt werden und so auf sperrige Schwimmer verzichtet werden. Der Lufteinlass für die beiden Triebwerke wurde sehr weit nach oben gelegt, um zu vermeiden, dass Spritzwasser in die Triebwerke gelangte. Es wurde auch darauf geachtet, dass die Schubrohre nicht zu lang wurden (damalige Triebwerke hatten hierbei einen sehr großen Leistungsverlust).

## Technische Daten
| Kenngröße       | Daten                                                                       |
| --------------- | --------------------------------------------------------------------------- |
| Besatzung       | 1                                                                           |
| Länge           | 15,24                                                                       |
| Spannweite      | 14,02 m                                                                     |
| max. Startmasse | 7.360 kg                                                                    |
| Triebwerk       | zwei Metropolitan-Vickers F.2/4 Beryl                                       |
| Schub           | 2 × 14,4 bis 17,1 kN                                                        |
| Geschwindigkeit | 824 km/h                                                                    |
| Reichweite      | 1.920 km                                                                    |
| Bewaffnung      | vier 20-mm-Kanonen Hispano-Suiza Mk5, 907 kg Bomben oder acht 27-kg-Raketen |